# Caudry
Caudry és un municipi francès, situat a la regió dels Alts de França, al departament del Nord. L'any 2006 tenia 14.026 habitants. Limita al nord-oest amb Beauvois-en-Cambrésis, al nord amb Béthencourt, al nord-est amb Beaumont-en-Cambrésis, a l'oest amb Fontaine-au-Pire, al sud-oest amb Ligny-en-Cambrésis, al sud amb Montigny-en-Cambrésis i Bertry, i al sud-est amb Troisvilles.

## Demografia
| 1962                                       | 1968   | 1975   | 1982   | 1990   | 1999   | 2006   |
| ------------------------------------------ | ------ | ------ | ------ | ------ | ------ | ------ |
| 13.207                                     | 13.328 | 13.579 | 14.095 | 13.579 | 13.459 | 13.605 |
| Des de 1962: població sense dobles comptes |        |        |        |        |        |        |

## Administració
| Període   | Identitat      | Partit |
| --------- | -------------- | ------ |
| 1965-1983 | Henri Lefebvre |        |
| 1983-1989 | Paul Moreau    |        |
| 1989-1995 | Jacques Warin  |        |
| 1995-     | Guy Bricout    |        |